# ولیکه ربرتسه
ولیکه ربرتسه (اسلوونیایی: Velike Rebrce) یک زیستگاه انسانی در اسلوونی است که در Ivančna Gorica Municipality واقع شده‌است.

## خصوصیات
ولیکه ربرتسه ۰٫۴۸ کیلومترمربع مساحت و ۴۴ نفر جمعیت دارد و ۵۰۵٫۶ متر بالاتر از سطح دریا واقع شده‌است.